# Parapuã
Parapuã este un oraș în São Paulo (SP), Brazilia.